# Thalictrum cooleyi
Thalictrum cooleyi är en ranunkelväxtart som beskrevs av Wilhelm Elias von Ahles. Thalictrum cooleyi ingår i släktet rutor, och familjen ranunkelväxter. Inga underarter finns listade i Catalogue of Life.